# La Femme fatale (livre)
Pour les articles homonymes, voir La Femme fatale.
La Femme fatale est un livre d'investigation de Raphaëlle Bacqué et Ariane Chemin (toutes deux grand reporters au quotidien Le Monde), écrit durant et à propos de la campagne à l'élection présidentielle française de 2007 de Ségolène Royal (la candidate du Parti socialiste), publié après le deuxième tour de l'élection le 11 mai 2007 aux éditions Albin Michel. Il retrace l'organisation de cette campagne et la personnalité de la candidate, ainsi que ses relations avec le Premier secrétaire du PS, François Hollande, son ancien compagnon. 

## Histoire
Avant la parution du livre le 9 mai 2007, Ségolène Royal et François Hollande déposèrent plainte contre Albin Michel, pour atteinte « à l'intimité de leur vie privée, comme à leur honneur et à leur considération » et Madame Royal ajoutera : « Pourquoi tant de haine, de médiocrité, de lâcheté ? On porte atteinte à l'intimité et à mes enfants ».
Ségolène Royal a annoncé le jour-même de la publication du livre, qu'elle attaquait, par l'intermédiaire de son avocat Jean-Pierre Mignard, les deux auteurs pour atteinte à la vie privée et réclamait 150 000 euros. Finalement, elle se contente d'une plainte pour diffamation. Le tribunal de grande instance l'a toutefois déboutée, en mai 2008. Mme Royal a fait appel, avant de se désister de son appel, en octobre 2009. Jamais François Hollande, ni aucun des membres de l'équipe de campagne de Ségolène Royal n'ont contesté les faits rapportés dans le livre.
D'après The Daily Telegraph reprenant les propos de Raphaëlle Bacqué, Ségolène Royal serait intervenue auprès de Paris Match pour obtenir la mutation à un autre poste de la journaliste originellement chargée de couvrir la campagne socialiste, Valérie Trierweiler, présentée comme « l'amie » de François Hollande,.

## Éditions
- Raphaëlle Bacqué et Ariane Chemin, La Femme Fatale, Paris, Albin Michel, 2007, 229 p. (ISBN 978-2-226-17929-6 et 2-226-17929-1, OCLC 132402495)
- Raphaëlle Bacqué et Ariane Chemin, La Femme Fatale : Royal, premier round, Paris, J'ai lu, 2008, 235 p. (ISBN 978-2-290-00875-1)